# Suhmsgade
Suhmsgade er en gade i Indre By i København. Gaden ligger i forlængelse af Pilestræde og forbinder Landemærket med Hauser Plads.
Gaden blev anlagt umiddelbart efter Københavns bombardement i 1807. Den er opkaldt efter historikeren og bogsamleren P. F. Suhm, hvis store bygning med en bogsamling på omkring 100.000 lå i nabogaden Pustervig. I 1778 stillede han sit bibliotek til rådighed for offentligheden.
I Suhmsgade 4 ligger Anemone Teatret. Den Socialdemokratiske studenterorganisation Frit Forum har ligeledes lokaler i kælderen i Suhmsgade 4. Maleren Julius Exner boede i ejendommen Suhmsgade 5/Hauser Plads 14 i årene 1874–1888.
Suhm har også lagt navn til en gade i Oslo, Suhms gate.